# Carolinaros
Carolinaros (Rosa carolina) är en rosväxtart. Carolinaros ingår i släktet rosor, och familjen rosväxter.

## Underarter
Arten delas in i följande underarter:
- R. c. carolina
- R. c. mexicoensis
- R. c. subserrulata
- R. c. setigera

## Bildgalleri

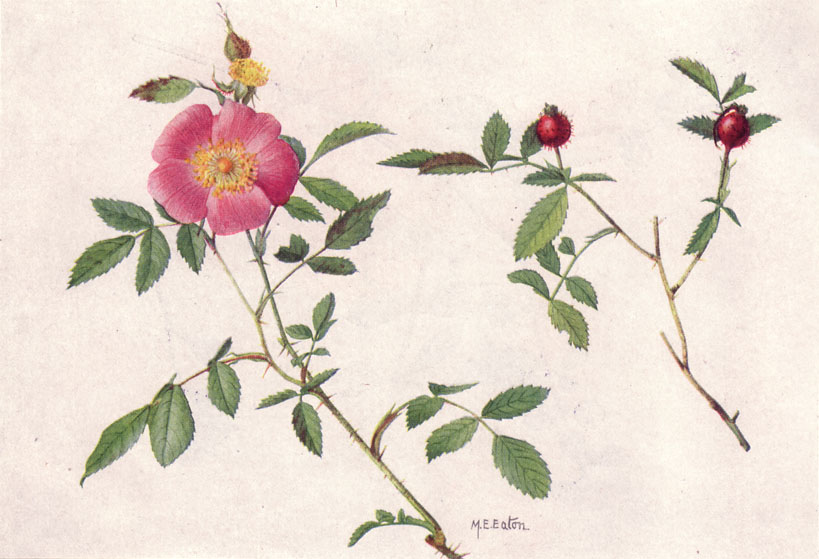
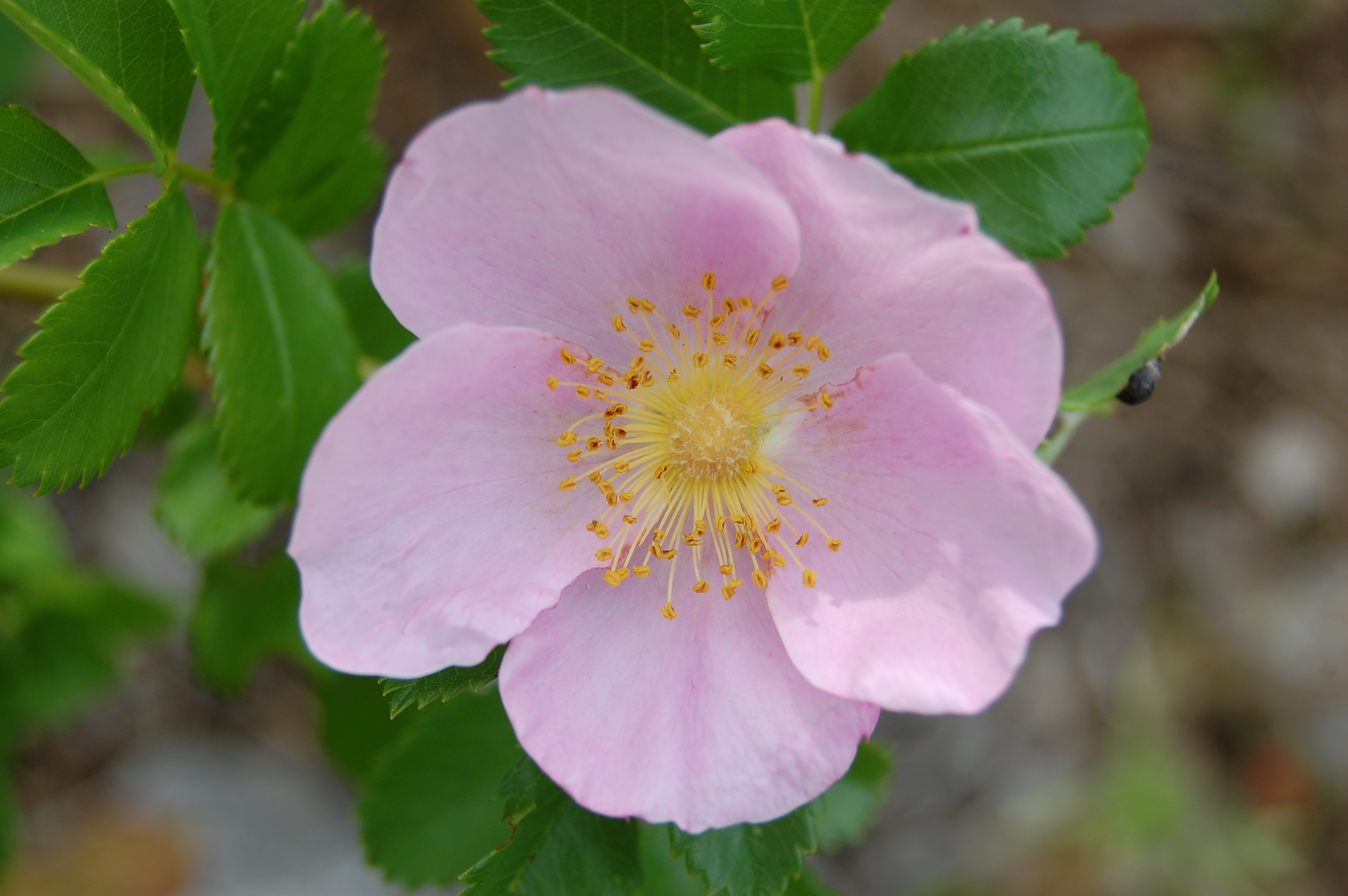
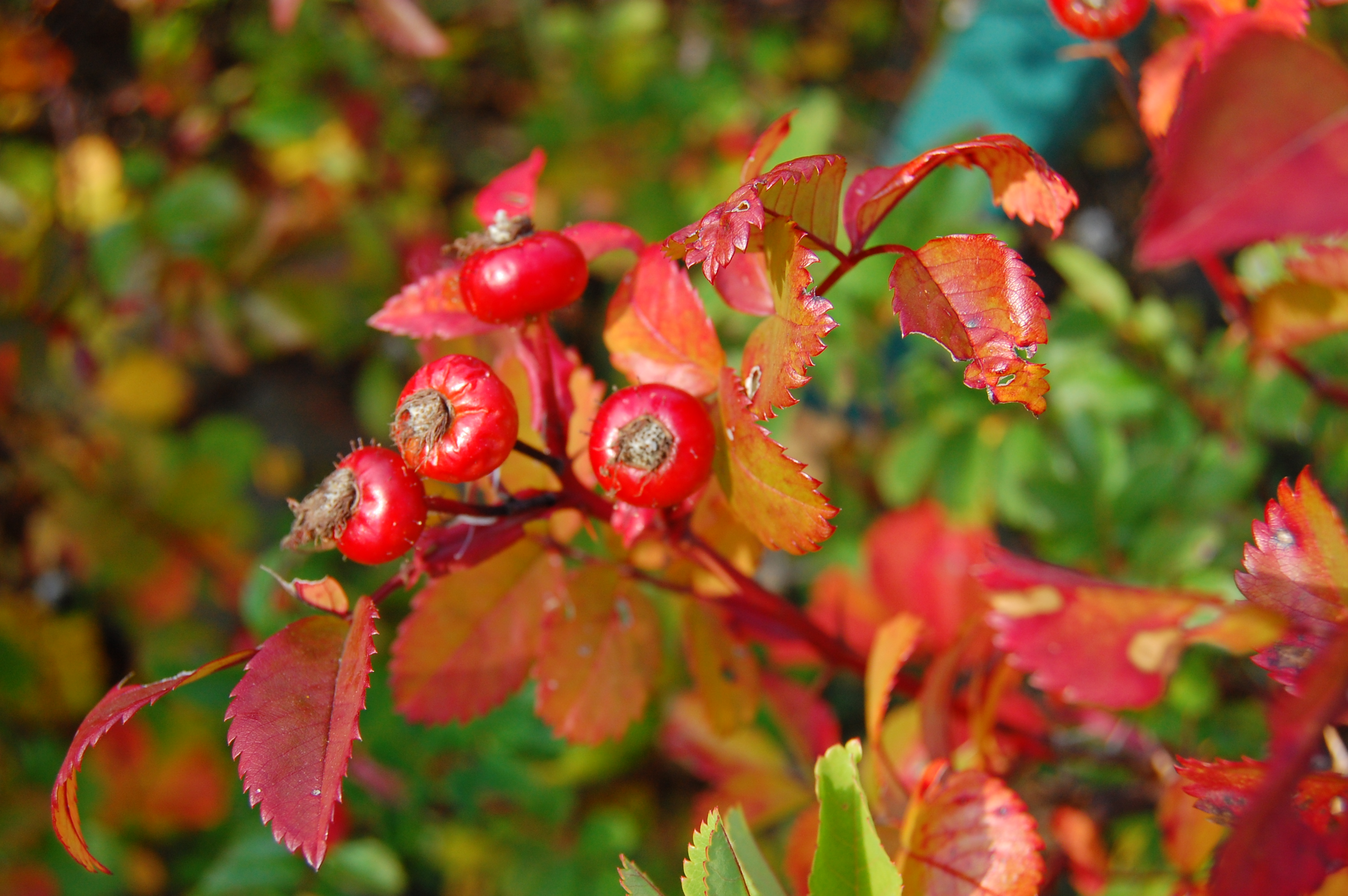
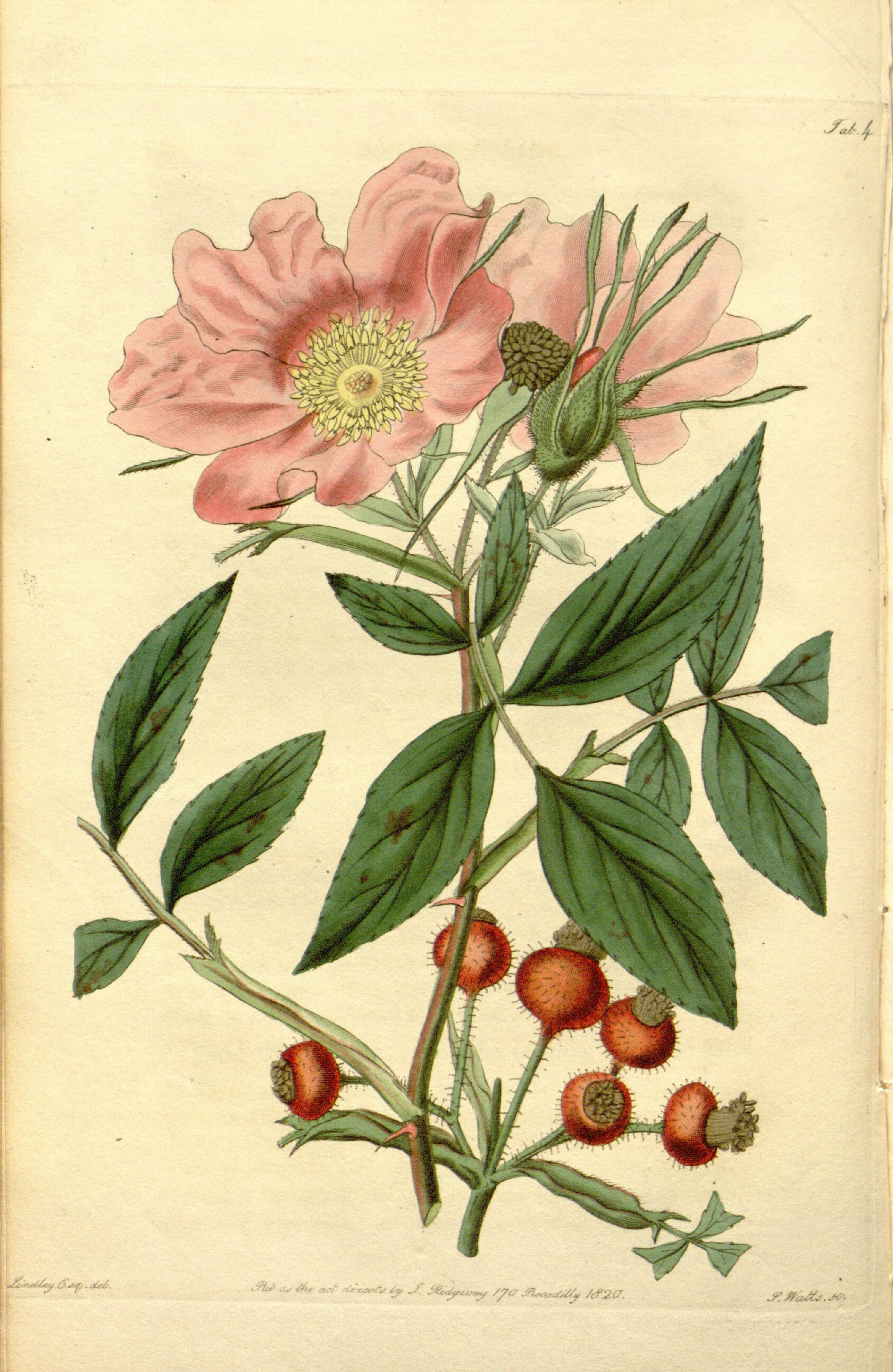